# エミール・ワルトトイフェル
エミール・ワルトトイフェル（フランス語: Émile Waldteufel, 1837年12月9日ストラスブール - 1915年2月12日パリ）は、フランスの作曲家。
大衆音楽、とりわけワルツ『スケートをする人々』『女学生』やポルカなどのダンス音楽の作曲家として知られ、ワルツ王ヨハン・シュトラウス2世にならって「フランスのヨハン・シュトラウス」「フランスのワルツ王」と呼ばれた。

## 生涯

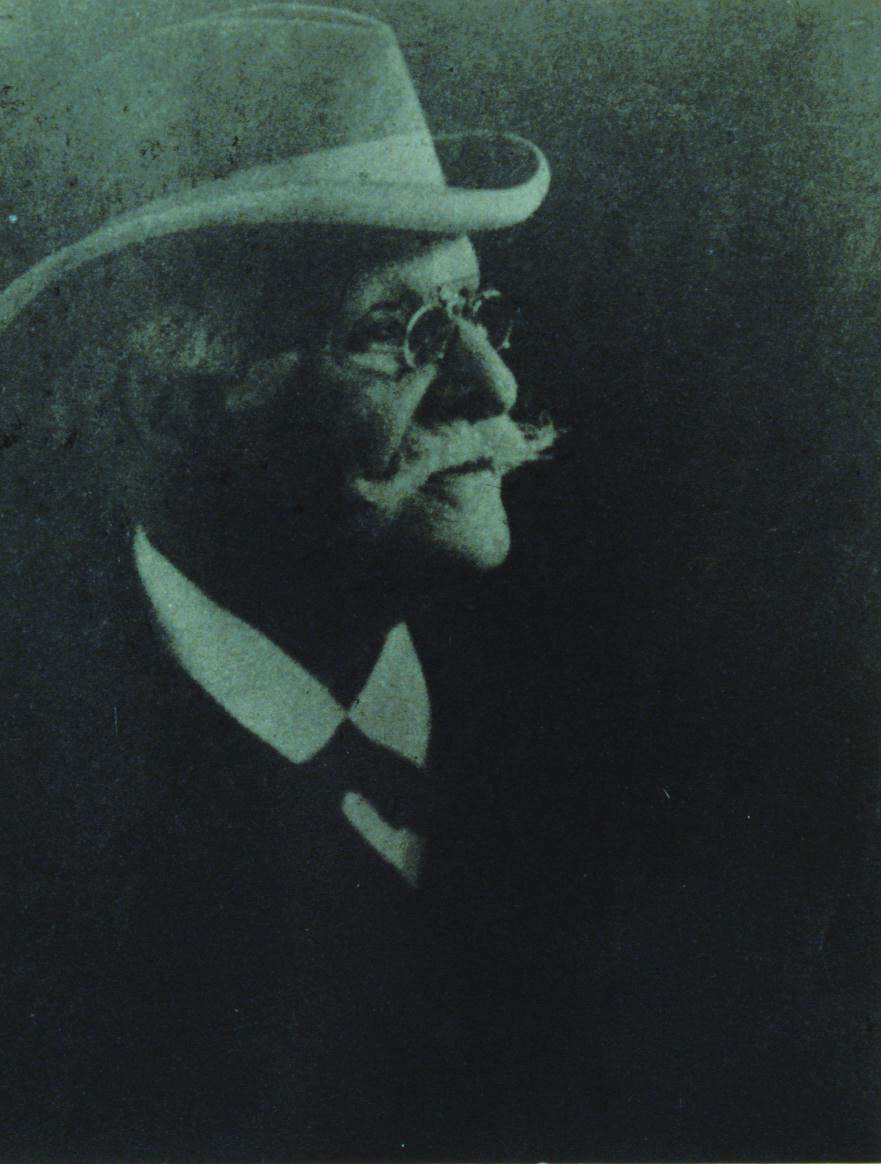
晩年のワルトトイフェル

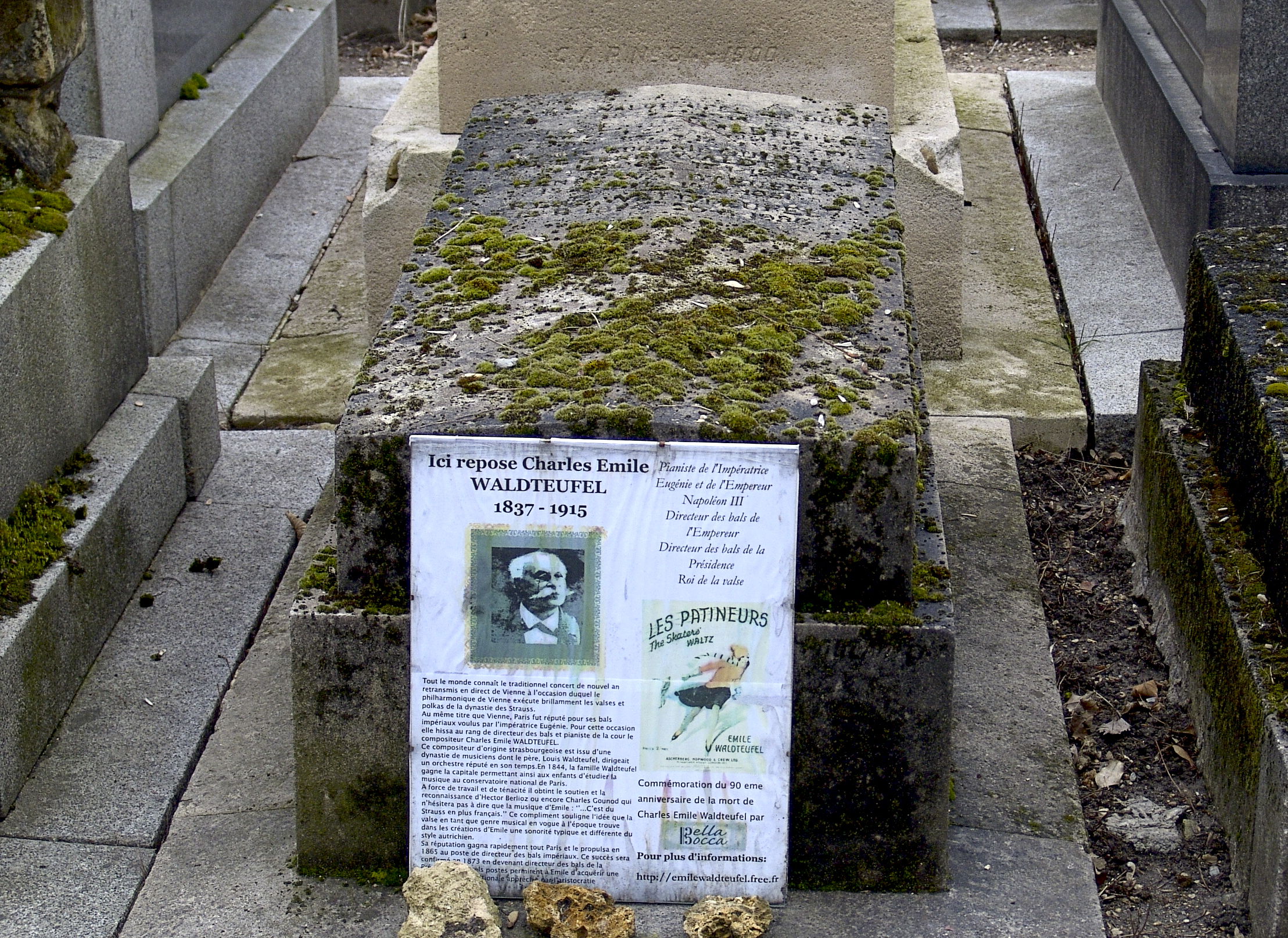
ワルトトイフェルの墓

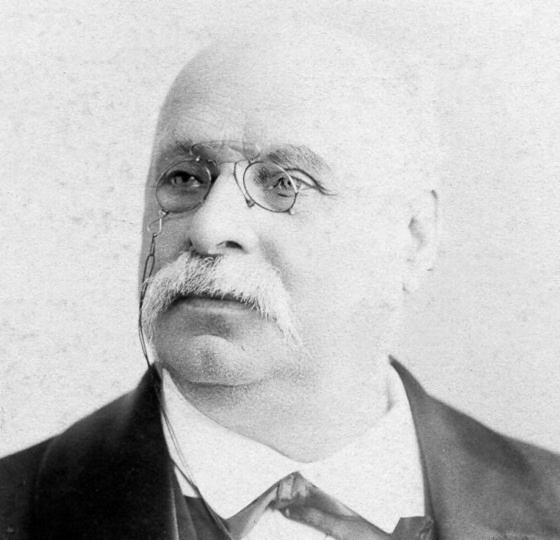
ワルトトイフェル

ストラスブールにて、アルザスのユダヤ人（History of the Jews in Alsace）（アシュケナジム系ユダヤ人が多い）の家庭に生まれる。出身地アルザスはドイツ語圏であり、1793年以前および1871年から1918年まではドイツ領であったが、ワルトトイフェルもその名が示すとおり、シャルル・ミュンシュ、アルベルト・シュヴァイツァーらの多くのアルザス人と同じくドイツ系の家系（つまりユダヤ系ドイツ人）であったと思われる。
一族は音楽家、父ルイ・レヴィは有名なオーケストラの統率者で、兄レオンは人気の音楽家だった。レオンがパリ音楽院に入学したのを期に、一家でパリに転出し、以降エミールは一生をこの地で過ごす。1853年から1857年までパリ音楽院でピアノを学ぶ。同級生に有名なオペラ作曲家のマスネやビゼーがいた。この間、父親のオーケストラがパリで最も有名な楽団となり、しばしばエミールも重要な行事に招かれて演奏した。
28歳の時、ナポレオン3世の皇后ウジェニーの宮廷ピアニストになり、また帝国主宰の舞踏会で楽団を指揮する。普仏戦争によって第二帝政が崩壊した後は、楽団はエリゼ宮の大統領主宰の舞踏会で演奏を行なった。この頃にはエミール・ワルトトイフェルの名はフランス上流社会の一部で知られているのみで、30代後半までさほど有名な存在ではなかった。
1874年10月にワルトトイフェルは、当時英国皇太子だったエドワード7世の臨席する行事で演奏を行う。ワルトトイフェルのワルツ『マノロ』（Manolo）に魅了されたエドワード7世は、ワルトトイフェルの曲をイギリスに盛んに紹介し、またロンドンを拠点とする出版社Hopwood & Crewが彼と長期契約を結んだ。そのような経緯を経て、ワルトトイフェルの作品はバッキンガム宮殿においてヴィクトリア女王臨席の下で御前演奏された。ワルトトイフェルの名はロンドンの楽壇を制すると、世界中で有名になった。最も有名な、今なおよく演奏されるワルトトイフェルの作品が作曲されたのも、この時期である。有名な『スケーターズ・ワルツ』（Les Pâtineurs ）が作曲されたのは1882年のことである。大指揮者トスカニーニやカラヤンは同曲を好んで演奏した。
エミール・ワルトトイフェルはいくつかのヨーロッパの都市で演奏を行なった（1885年ロンドン、1889年ベルリン、1890年 - 1891年パリ）。1899年に引退するまで活動を続け、フランス大統領主宰の舞踏会のためのダンス音楽を作曲・指揮した。
声楽家の夫人セレスティーヌ・デュフォーとの間に二男一女をもうけた。

## 作風
ワルトトイフェルは、ヨハン・シュトラウス2世と違い、ヴァイオリンの弓でなく指揮棒を振って楽団を指揮した。作曲はまずピアノで行なってから、後でオーケストレーションを施した（近年、ピアノによる草稿の録音がCDで発売されている）。ワルトトイフェルのオーケストレーションは2管編成を基準としつつも、金管楽器が充実している。シュトラウスの大胆で「男性的な」作風に比べると、ワルトトイフェルは巧妙な和声法と優雅なフレーズが特徴的である。
しかし、ワルトトイフェルの作品は革命的とはいえず、印象主義音楽がパリを制する頃になると、時代の趣味から取り残されていくこととなった。戦後もワルトトイフェル作品集を録音したのは、ロベルト・シュトルツ、ヴィリー・ボスコフスキーといったシュトラウスのスペシャリスト達であり（他にやはりドイツ系のヘンリー・クリップス、エリック・カンゼルら）、ヨハン・シュトラウス全集、ヨゼフ・シュトラウス全集に続いてＣＤ全集を完成させたマルコ・ポーロ社も含めて、フランスよりもドイツ圏でその業績が伝え続けられている。『スケーターズ・ワルツ』がBGMとして抜群の人気を誇る日本では、歌として親しまれている曲も幾つかあり、ドイツ圏に次ぐ人気を保つ国といえる。

## 主要作品

### ワルツ
- 『テレサ』または『アントワネット』 Térésa (Antoinette) op.133 (1864)
- 『すみれ』 Violettes op.148 (1876)
- 『私の夢』 Mon rêve op.151 (1877)
- 『ポモーヌ』 Pomone op.155 (1877)
- 『水の妖精』（シレーヌ） Les Sirènes op.154 (1878)
- 『恋は一筋に』 Toujours ou jamais op.156 (1878)
- 『愛しの彼女』 Très jolie op.159 (1878)
  - 青木爽により「春の川で」という日本語の歌詞が付けられ、NHK「みんなのうた」で[3][4]広く知られるようになった。
- 『ダイヤモンドの雨』 Pluie de diamants (Pluie d'or) op.160 (1879)
  - 「黄金の雨」という別の題名も付けられている。
- 『子守歌』 La berceuse op.161
- 『魅力的な彼女』 Ma charmante op.166 (1879)
- 『ドローレス』 Dolorès op.170 (1880)
- 『覚えているかい』 Souviens-toi op.173
- 『孤独』 Solitude op.174 (1881)
- 『君を愛す』 Je t’aime op.177 (1882)
- 『スケートをする人々』（スケーターズ・ワルツ） Les Patineurs op.183 (1882)
- 『女学生』 Estudiantina op.191 (1883)
- 『擲弾兵』 Les Grenadiers op.207 (1886)
- 『優しい口付け』 Tendres baisers op.211
- 『歓呼の声』 Acclamations op.223 (1888)
- 『花火』 Étincelles op.229
- 『海辺にて』 Sur la plange op.234 (1883)
- 『スペイン』 España op.236 (1886)
  - シャブリエの狂詩曲『スペイン』に基づく。
- 『まぼろし』 Vision op.235 (1888)

### ポルカ
- 『草上にて』 Dans le champs op.125 (1868)、ポルカ・マズルカ
- 『美しい唇』 Bella bocca op.163 (1879)
- 『真夜中』 Minuit op.168
- 『ご用心』 En garde
- 『淑やかな女』 La gracieuse
- 『フランス気質』 L’esprit français
- 『トリック・トラック』 Tric-trac
- 『アンナ』 Anna
- 『ロココ風』 Rococo-Polka op.232 (1888)

### マズルカ
- 『希望』Désirée
- 『アメリカの花』Fleurs d’amerique

## ギャラリー

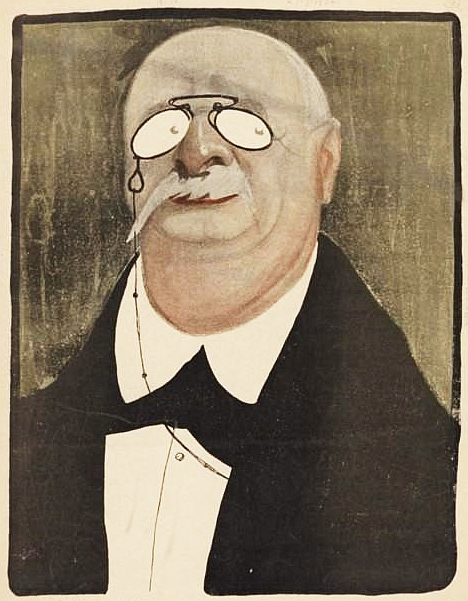
ウンベルト・ブルネレスキのカリカチュア
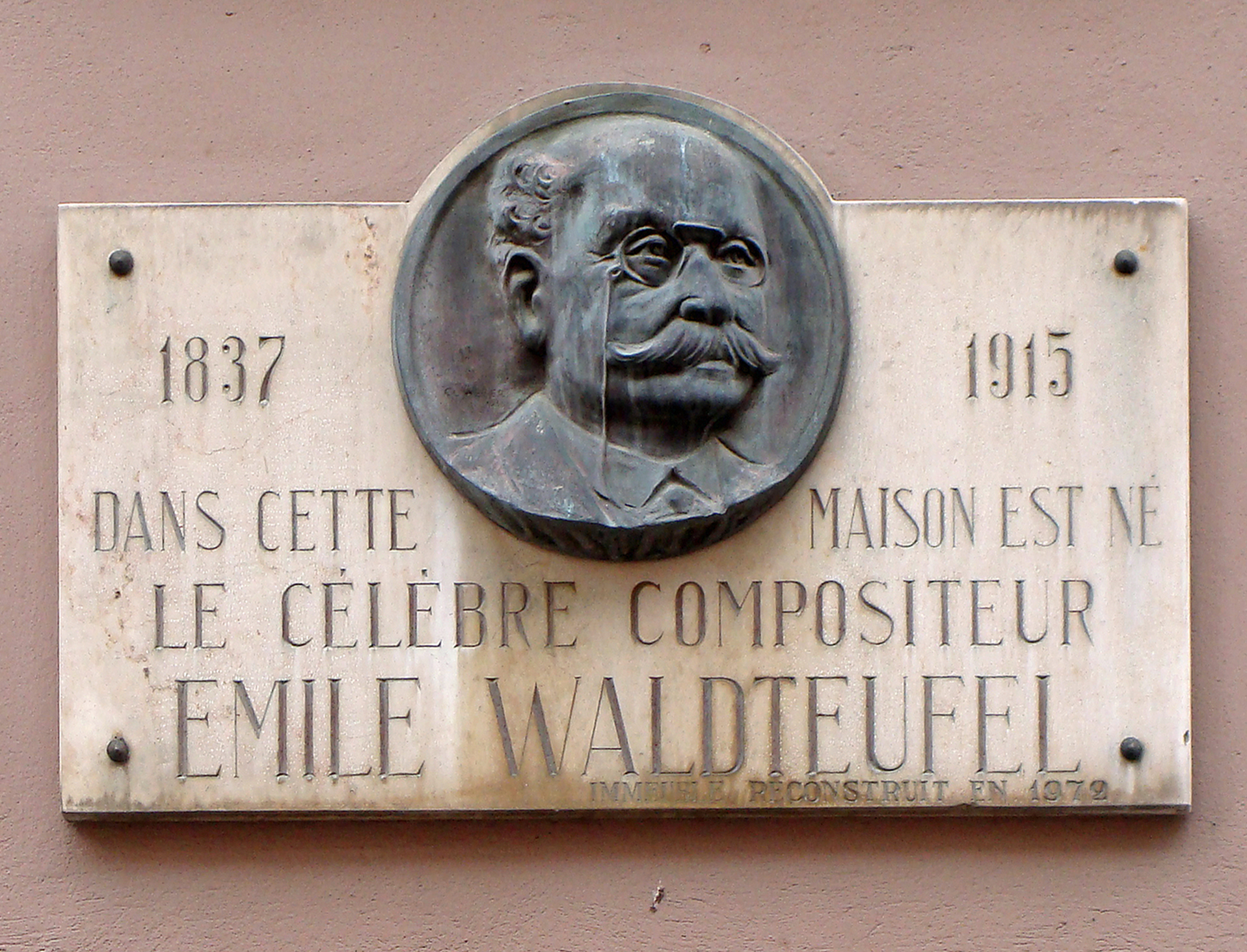
記念碑